# Staedtler

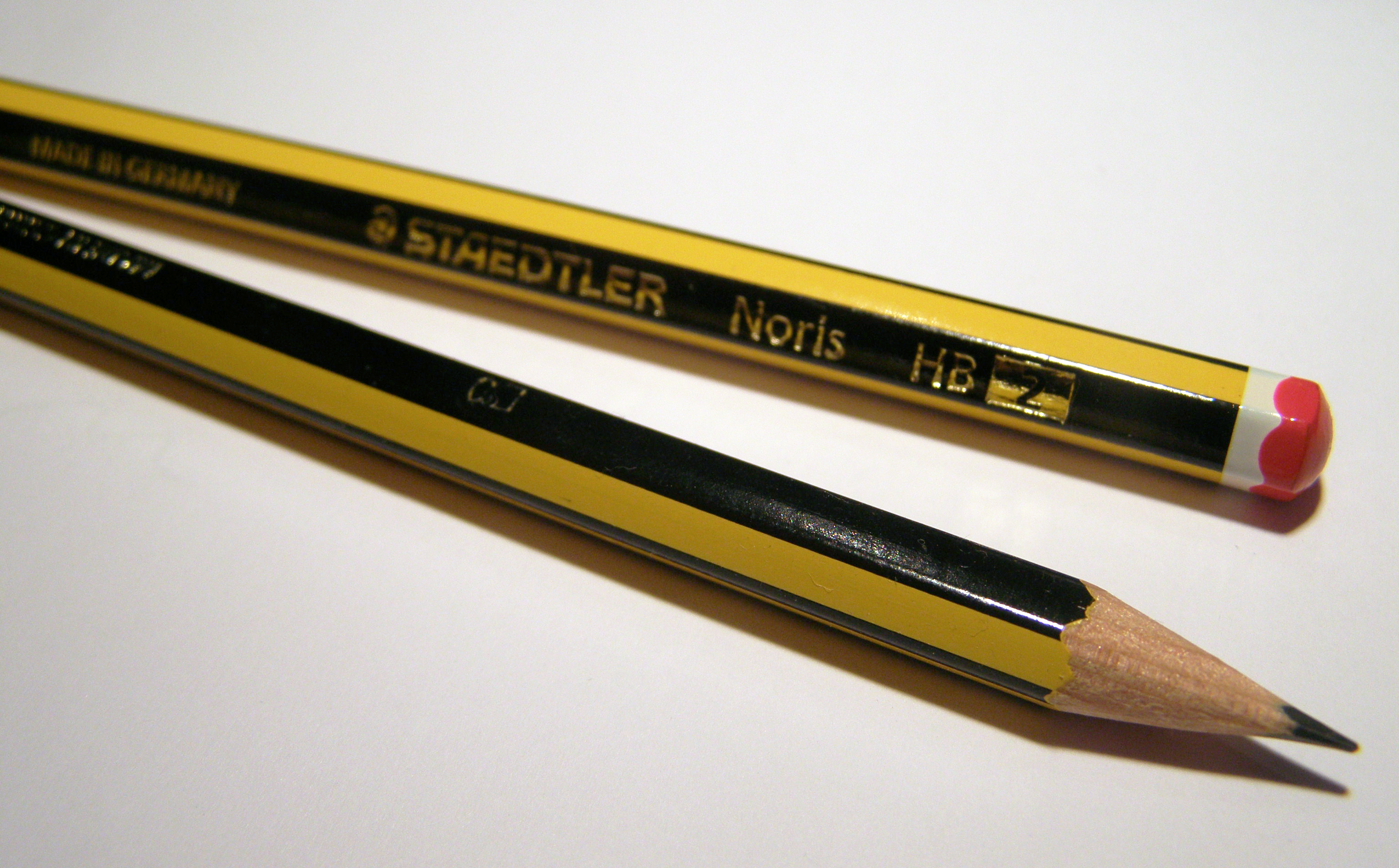
Crayon à papier Noris 120

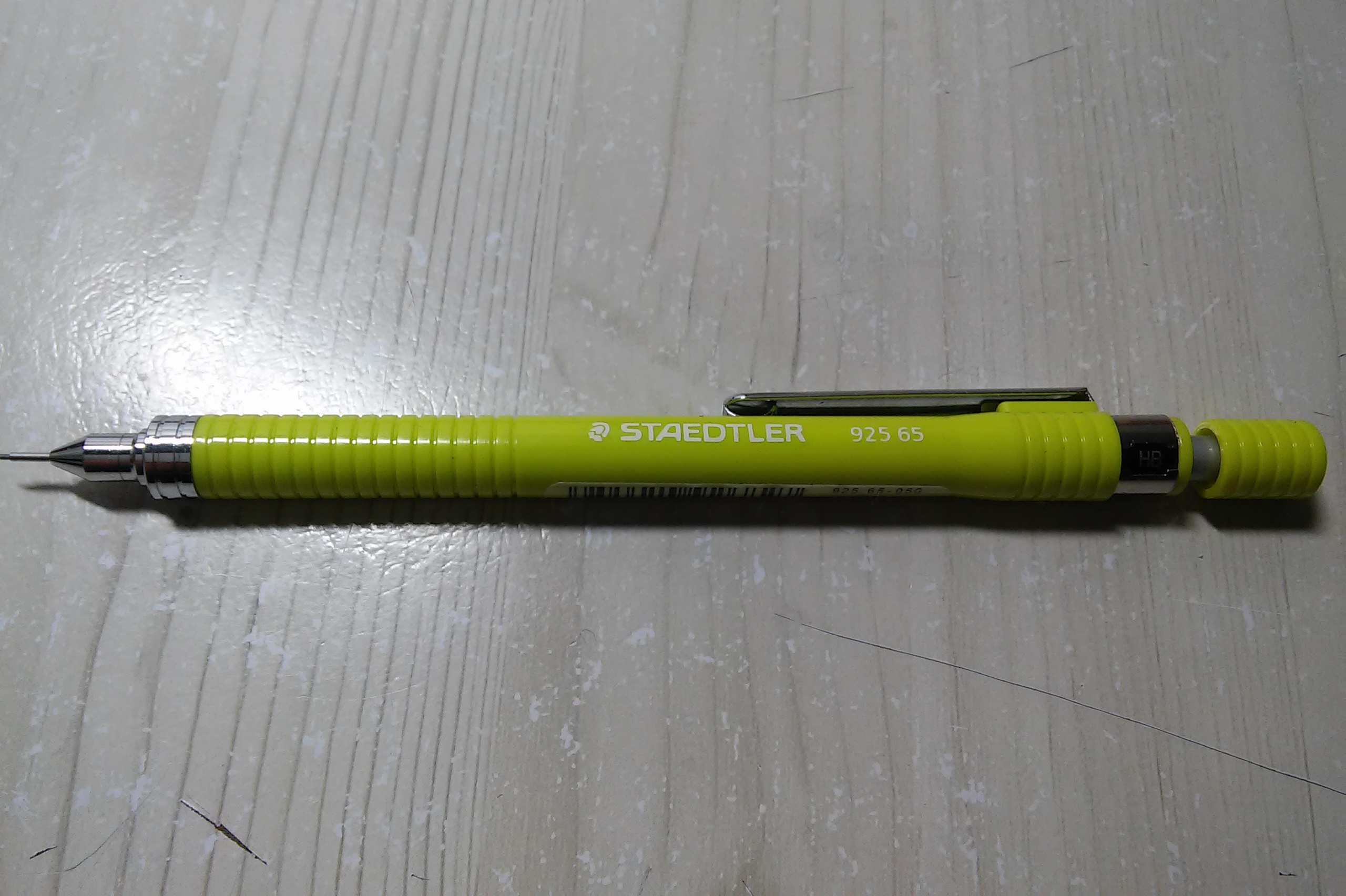
Staedtler 925

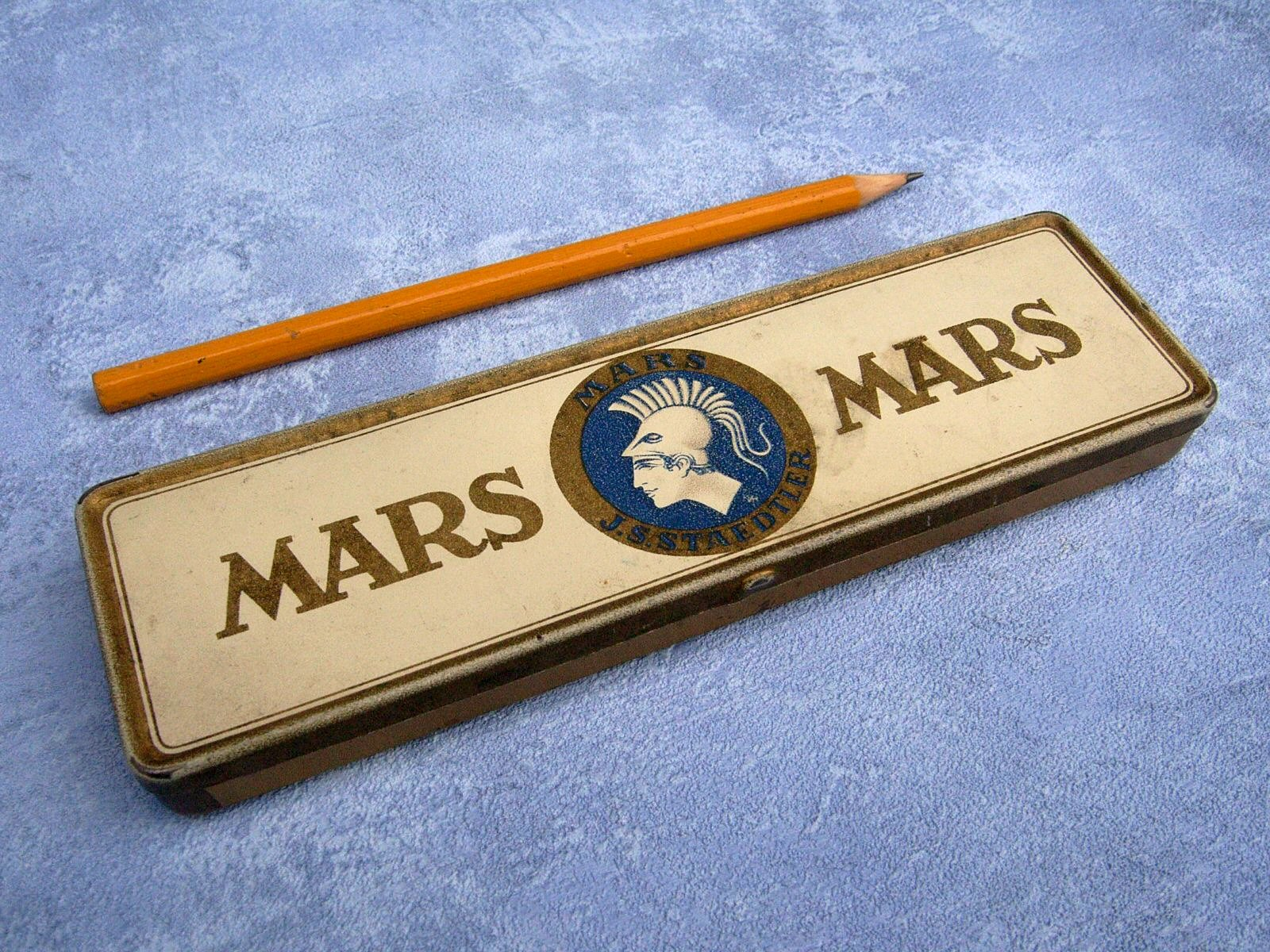
Boîte à crayon en 1940

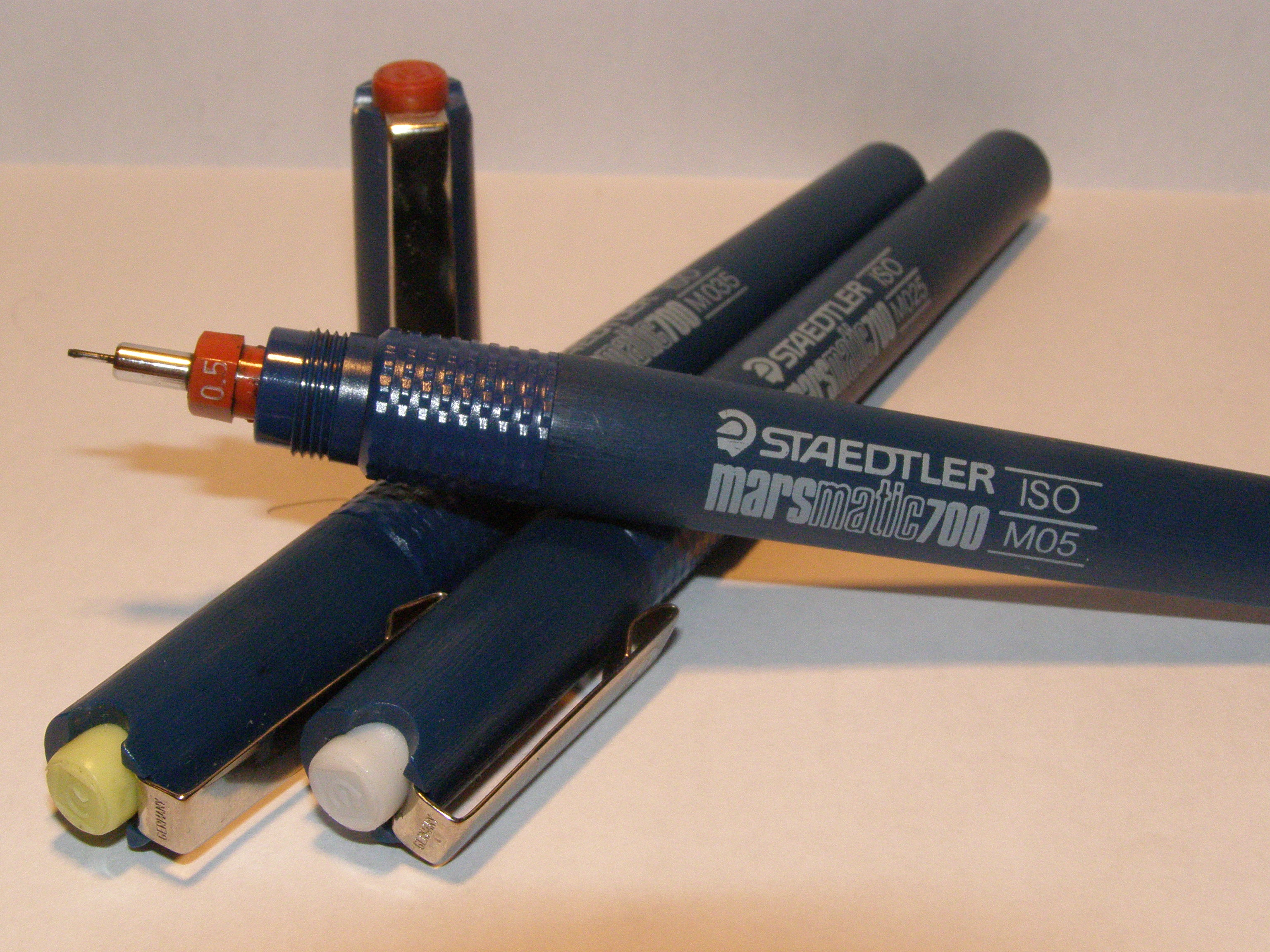
Rapidografi

Staedtler (Staedtler Mars GmbH & Co.) est une entreprise allemande fondée en 1835, dont le siège social se situe à Nuremberg en Bavière. C'est un fabricant et fournisseur d'instruments d'écriture et de matériel pour les arts créatifs et le dessin technique, représenté dans plus de 150 pays. Elle produit notamment crayons, mines graphites, feutres universels, gommes plastiques et pâte à modeler industrielle. 

## Histoire
Staedtler a été fondée le 3 octobre 1835 par Johann Sebastian Staedtler. 
Son siège social est installé à Nuremberg en Allemagne, où 75 % des produits sont fabriqués. Elle est présente à travers ses 300 points de vente sur tous les continents.
L’entreprise emploie environ 2 200 personnes dont 1 200 se trouvent en Allemagne.
La filiale française est basée à Nanterre (Hauts-de-Seine) depuis 1998. L'entreprise en France est membre de l'AIPB (Association des Industriels de la Papeterie et du Bureau), représentant une cinquantaine d'entreprises du secteur de la papeterie.
Les deux dernières innovations majeures de Staedler sont le crayon graphite en matériau innovant Wopex et le Noris Digital, stylet numérique pour Chromebook.
Après avoir racheté Eberhard Faber en 1978, Staedtler est désormais le producteur et distributeur officiel de la pâte Fimo et d'autres produits comme les craies, pastels ou crayons aquarellables. À la suite d'une coopération avec Henkel depuis 2010, Staedtler a également repris les droits de distribution des marques Pritt, Loctite et Pattex. En 2018, Staedtler conclut un accord de coentreprise en Amérique du Sud en rachetant 75 % des actions de la société péruvienne Artesco, qui devient ainsi la filiale du groupe.
| Date | Évènement |
| ---- | --- |
| 1662 | Première mention de Friedrich Staedtler comme "fabricant de crayons à mine" dans des documents officiels        |
| 1834 | Johann Sebastian Staedtler invente le crayon de couleur pouvant être taillé en pointe comme un crayon graphite. |
| 1835 | Staedtler fonde une usine de crayons graphites avec certificat et cachet de la ville de Nuremberg               |
| 1900 | Enregistrement du nom de produit Mars                                                                           |
| 1901 | Enregistrement du nom de produit Noris                                                                          |
| 1954 | Enregistrement du nom de produit Lumocolor                                                                      |
| 1965 | Première production de gommes plastiques                                                                        |
| 1969 | Premier fabricant européen de mines fines                                                                       |
| 1997 | Création de la fondation d'utilité publique Staedtler                                                           |
| 1998 | Staedtler France ouvre ses portes                                                                               |
| 1999 | Invention de l'étui chevalet Staedtler Box                                                                      |
| 2004 | Les produits des gammes Triplus et Ergosoft sont nommés produits de l'année                                     |
| 2005 | Invention de la mine gainée comme protection innovante contre la casse pour les crayons de couleur              |
| 2009 | Premier crayon graphite en matériau Wopex                                                                       |
| 2010 | Production et commercialisation de pâte Fimo                                                                    |
| 2013 | Lancement de Staedtler Premium                                                                                  |
| 2014 | Invention de Fimo Kids                                                                                          |
| 2015 | Premiers crayons de couleur en matériau Wopex                                                                   |
| 2017 | Introduction du Noris Digital                                                                                   |
| 2019 | Commercialisation de la gamme Design Journey et de la pâte Fimo Leather                                         |

### Évolution du logo
Le logo Staedtler a beaucoup évolué au fil des années. La "tête de Mars" est le symbole de la marque depuis 1908, en raison d'une forte symbolique autour d'Arès et de la cosmologie à ce moment-là en Allemagne, la planète Mars symbolisant l'énergie, la créativité, le courage et l'activité.

## Marques du groupe
- Staedtler
- Staedtler Premium
- Fimo

## Sites de production
La société allemande compte aujourd'hui six usines dans le monde, dont quatre en Allemagne, et deux au Pérou.

### En Allemagne
- Nuremberg
- Sugenheim
- Neumarkt in der Oberpfalz

### Ailleurs
- Lima (Pérou)